# Serge Gnabry
Serge David Gnabry (ur. 14 lipca 1995 w Stuttgarcie) – niemiecki piłkarz iworyjskiego pochodzenia, występujący na pozycji pomocnika w niemieckim klubie Bayern Monachium oraz w reprezentacji Niemiec.
Srebrny medalista Igrzysk Olimpijskich 2016, uczestnik Mistrzostw Europy 2020 oraz Mistrzostw Świata 2022.

## Kariera klubowa
W 2010 Gnabry zgodził się za kwotę 100 tysięcy funtów przejść z niemieckiego VfB Stuttgart do angielskiego Arsenalu, jednak na finalizację transferu czekał jeszcze rok, aż do osiągnięcia 16 roku życia. Przed rozpoczęciem sezonu 2011/2012 Gnabry oficjalnie został zawodnikiem Arsenalu, gdzie przez większą część rozgrywek występował w zespole do lat 18, ale dzięki dobrym występom został przesunięty do drużyny rezerw. Do końca sezonu w barwach drugiego zespołu rozegrał sześć spotkań i zdobył dwa gole.
Przed sezonem 2012/2013 znalazł się w kadrze pierwszego zespołu na przedsezonowy mecz towarzyski z niemieckim 1. FC Köln. W meczu wystąpił przed 24 minuty, wchodząc na boisko na początku drugiej połowy i będąc zmienionym w 69. minucie przez Marouane Chamakha. 26 września 2012 Gnabry oficjalne zadebiutował w barwach pierwszej drużyny podczas wygranego 6:1 spotkania Pucharu Ligi Angielskiej z Coventry City, gdy w 72. minucie zastąpił Aleksa Oxlade'a-Chamberlaina. 20 października rozegrał swoje pierwsze spotkanie w Premier League, podczas którego Arsenal przegrał 0:1 z Norwich City. Został tym samym trzecim najmłodszym debiutantem w ligowej historii Arsenalu, zaraz po Jacku Wilsherze i Cesku Fàbregasie. Cztery dni później zadebiutował w rozgrywkach Ligi Mistrzów UEFA podczas przegranego 0:2 meczu z niemieckim FC Schalke 04. 25 marca 2013 Gnabry zdobył zwycięską bramkę podczas wygranego 1:0 spotkania ćwierćfinałowego NextGen Series z CSKA Moskwa U-19. W półfinale tych rozgrywek podczas meczu z Chelsea U-19 zdobył wyrównującą bramkę na 3:3, ostatecznie jednak po doliczonym czasie gry Arsenal przegrał 3:4. Kolejne spotkanie rozegrał 8 kwietnia, zdobywając gola w przegranym 2:3 spotkaniu z Liverpoolem U-21.
Gnabry znalazł się w składzie pierwszej drużyny powołanej na pierwszy mecz sezonu 2013/2014 z Aston Villą, jednak spędził pełne 90 minut na ławce rezerwowych. 22 września 2013 po raz pierwszy w karierze wyszedł w podstawowym składzie Arsenalu, zastępując w nim Theo Walcotta, który na rozgrzewce przed meczem ze Stoke City doznał kontuzji. Na boisku przebywał do 73 minuty, gdy to zmienił go Ryō Miyaichi, zaś Arsenal wygrał 3:1. W kolejnym ligowym spotkaniu przeciwko walijskiemu Swansea City Gnabry zdobył swoją pierwszą bramkę w seniorskim futbolu, co pomogło Arsenalowi wygrać 2:1 i utrzymać się na pierwszym miejscu w tabeli. Podczas spotkania z Crystal Palace wywalczył rzut karny, który na bramkę zamienił Mikel Arteta. Dobry początek sezonu w wykonaniu Gnabry'ego sprawił, że został on nominowany do nagrody Złotego Chłopca, a także podpisał nowy, pięcioletni kontrakt z Arsenalem.
31 sierpnia 2016 został piłkarzem Werderu Brema. 11 września 2016, w meczu z Augsburgiem (1:2), zadebiutował w Bundeslidze, natomiast w następnej kolejce, 17 września 2016, w spotkaniu z Borussią Mönchengladbach, zdobył swoją pierwszą bramkę w tej lidze. Łącznie w sezonie 2016/2017 wystąpił w 27 ligowych meczach Werderu, strzelając w nich 11 bramek i notując 2 asysty.
11 czerwca 2017 podpisał trzyletni kontrakt z Bayernem Monachium.
23 sierpnia 2020 wraz z Bayernem zdobył puchar Ligi Mistrzów UEFA, pokonując Paris Saint-Germain 1:0. 

## Kariera reprezentacyjna
Gnabry reprezentował Niemcy na wielu młodzieżowych szczeblach, występując w zespołach do lat 16, do lat 17 oraz do lat 18. 22 marca 2013 w barwach kadry do lat 18 zdobył dwie bramki w przegranym 2:3 towarzyskim spotkaniu z Francją U-18.
W dorosłej reprezentacji zadebiutował 11 listopada 2016 w wygranym 8:0 meczu z San Marino, w którym strzelił 3 gole.

## Statystyki

### Klubowe
(aktualne na koniec sezonu 2024/2025)
| Klub                          | Sezon              | Liga                 | Liga  | Liga   | Puchar kraju | Puchar kraju | Europa | Europa | Inne  | Inne   | Suma  | Suma   |
| Klub                          | Sezon              | Liga                 | Mecze | Bramki | Mecze        | Bramki       | Mecze  | Bramki | Mecze | Bramki | Mecze | Bramki |
| ----------------------------- | ------------------ | -------------------- | ----- | ------ | ------------ | ------------ | ------ | ------ | ----- | ------ | ----- | ------ |
| Arsenal                       | 2012/2013          | Premier League       | 1     | 0      | 0            | 0            | 1      | 0      | 2     | 0      | 4     | 0      |
| Arsenal                       | 2013/2014          | Premier League       | 9     | 1      | 2            | 0            | 2      | 0      | 1     | 0      | 14    | 1      |
| Arsenal                       | 2014/2015          | Premier League       | 0     | 0      | 0            | 0            | 0      | 0      | 0     | 0      | 0     | 0      |
| Arsenal                       | Ogólnie            | Ogólnie              | 10    | 2      | 2            | 0            | 3      | 0      | 3     | 0      | 18    | 1      |
| West Bromwich Albion          | 2015/2016          | Premier League       | 1     | 0      | 0            | 0            | –      | –      | 2     | 0      | 3     | 0      |
| West Bromwich Albion          | Ogólnie            | Ogólnie              | 1     | 0      | 0            | 0            | 0      | 0      | 2     | 0      | 3     | 0      |
| Werder Brema                  | 2016/2017          | Bundesliga           | 27    | 11     | 0            | 0            | –      | –      | –     | –      | 27    | 11     |
| Werder Brema                  | Ogólnie            | Ogólnie              | 27    | 11     | 0            | 0            | 0      | 0      | 0     | 0      | 27    | 11     |
| TSG 1899 Hoffenheim (wyp.)    | 2017/2018          | Bundesliga           | 22    | 10     | 1            | 0            | 3      | 0      | –     | –      | 26    | 10     |
| TSG 1899 Hoffenheim (wyp.)    | Ogólnie            | Ogólnie              | 22    | 10     | 1            | 0            | 3      | 0      | 0     | 0      | 26    | 10     |
| TSG 1899 Hoffenheim II (wyp.) | 2017/2018          | Fußball-Regionalliga | 1     | 0      | –            | –            | –      | –      | –     | –      | 1     | 0      |
| TSG 1899 Hoffenheim II (wyp.) | Ogólnie            | Ogólnie              | 1     | 0      | 0            | 0            | 0      | 0      | 0     | 0      | 1     | 0      |
| Bayern Monachium              | 2018/2019          | Bundesliga           | 30    | 10     | 5            | 3            | 7      | 0      | 0     | 0      | 42    | 13     |
| Bayern Monachium              | 2019/2020          | Bundesliga           | 31    | 12     | 5            | 2            | 10     | 9      | 0     | 0      | 46    | 23     |
| Bayern Monachium              | 2020/2021          | Bundesliga           | 27    | 10     | 1            | 1            | 6      | 0      | 4     | 0      | 38    | 11     |
| Bayern Monachium              | 2021/2022          | Bundesliga           | 34    | 14     | 2            | 0            | 8      | 3      | 1     | 0      | 45    | 17     |
| Bayern Monachium              | 2022/2023          | Bundesliga           | 34    | 14     | 4            | 0            | 8      | 2      | 1     | 1      | 47    | 17     |
| Bayern Monachium              | 2023/2024          | Bundesliga           | 10    | 3      | 2            | 0            | 7      | 2      | 1     | 0      | 20    | 5      |
| Bayern Monachium              | 2024/2025          | Bundesliga           | 27    | 7      | 3            | 0            | 12     | 0      | –     | –      | 42    | 7      |
| Bayern Monachium              | Ogólnie            | Ogólnie              | 193   | 70     | 22           | 6            | 58     | 16     | 7     | 1      | 280   | 93     |
| Ogólnie w karierze            | Ogólnie w karierze | Ogólnie w karierze   | 254   | 93     | 25           | 6            | 64     | 16     | 12    | 1      | 355   | 116    |

### Reprezentacyjne
(aktualne na 7 czerwca 2025)
| Reprezentacja | Rok     | Mecze | Bramki |
| ------------- | ------- | ----- | ------ |
| Niemcy        |         |       |        |
| 2016          | 2       | 3     |        |
| 2018          | 8       | 9     |        |
| 2019          | 4       | 1     |        |
| 2021          | 14      | 6     |        |
| 2022          | 8       | 1     |        |
| 2023          | 6       | 1     |        |
| 2024          | 4       | 0     |        |
| 2025          | 1       | 0     |        |
| Ogólnie       | Ogólnie | 50    | 22     |

## Sukcesy

### Bayern Monachium
- Mistrzostwo Niemiec: 2018/2019, 2019/2020, 2020/2021, 2021/2022, 2022/2023
- Puchar Niemiec: 2018/2019, 2019/2020
- Superpuchar Niemiec: 2018, 2020, 2021, 2022, 2025
- Liga Mistrzów UEFA: 2019/2020
- Superpuchar Europy UEFA: 2020
- Klubowe mistrzostwo świata: 2020

### Niemcy
Igrzyska Olimpijskie
- Wicemistrzostwo: 2016

### Niemcy U-21
Mistrzostwa Europy U-21
- Mistrzostwo: 2017

### Indywidualne
- Król strzelców Igrzysk Olimpijskich: 2016 (6 goli)[c]

### Wyróżnienia
- Gracz sezonu w Bayernie Monachium: 2018/2019
- Piłkarz miesiąca w Bundeslidze: Październik 2019
- Jedenastka rundy jesiennej Bundesligi według Kickera: 2021/2022[16]

## Życie prywatne
Gnabry urodził się w Stuttgarcie. Jego ojciec pochodził z Wybrzeża Kości Słoniowej, zaś matka była Niemką. W młodości trenował biegi sprinterskie, ostatecznie jednak zmuszony został do wyboru pomiędzy piłką nożną a lekką atletyką.